# Kunstmatige inseminatie bij de mens

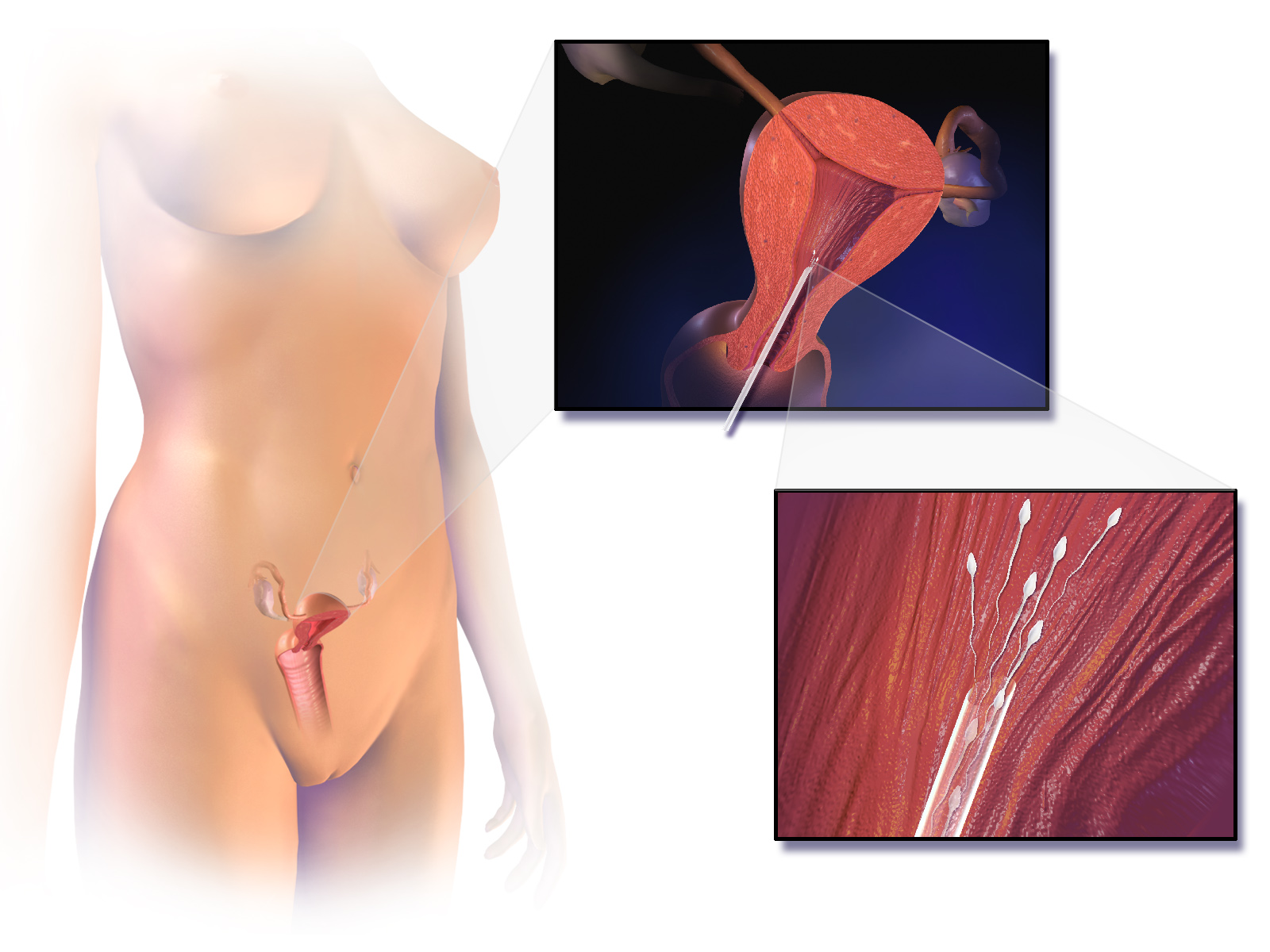
Schematische weergave van kunstmatige inseminatie

Kunstmatige inseminatie bij de mens (KI) is een medische techniek om tot een bevruchting te komen door sperma met een injectiespuit via de vagina in de baarmoeder of baarmoederhals in te spuiten. Het woord inseminatie verwijst naar het woord semen, dat zaad betekent.
Als het een (echt)paar met een kinderwens niet lukt om via geslachtsgemeenschap zwanger te worden, kan er een vruchtbaarheidsbehandeling gestart worden. Is het sperma van de man van redelijk tot goede kwaliteit, dan is Kunstmatige Inseminatie Eigen semen, meestal afgekort tot KIE waarbij sperma in de schede wordt ingebracht een mogelijkheid.
Met LH urine-testen of door echoscopie wordt het moment van de eisprong (ovulatie) gedetecteerd. Op de dag van de verwachte ovulatie wordt met een injectiespuitje en een speciale katheter het opgewerkte sperma (sperma waarbij het zaadvocht verwijderd is) in de baarmoederhals gebracht. Bij IUI (Intra-uteriene inseminatie) wordt het sperma voorbij de baarmoedermond, in de baarmoeder zelf ingebracht.
Als er helemaal geen levende zaadcellen in het sperma van de man aanwezig zijn of als een vrouw zwanger wil worden maar geen mannelijke partner heeft, kan sperma van een zaaddonor gebruikt worden (Kunstmatige Inseminatie Donorsperma, meestal afgekort tot KID). In dit laatste geval hoeft het sperma van de donor niet te worden opgewerkt. Een hulpmiddel hierbij is een zogenaamd inseminatiecupje dat particulier gebruikt mag worden (zelfinseminatie).
Leidt dit na een aantal pogingen niet tot een zwangerschap, dan kan men besluiten tot een reageerbuisbevruchting ofwel in-vitrofertilisatie (IVF) met of zonder Intracytoplasmatische sperma-injectie (ICSI).
In 2005 is een Nederlandse organisatie opgericht die opkomt voor de belangen van personen verwekt door KID met een anonieme donor, Stichting Donorkind.

## Fraude
Bij kunstmatige inseminatie, al dan niet met donorsperma, is het voorgekomen dat fraude werd gepleegd. Hierbij wordt de moeder bevrucht met sperma van een andere man dan de gewenste donor, of verzwijgt de donor relevante informatie (bijvoorbeeld over erfelijke aandoeningen). Voorbeelden zijn:
- In aflevering 59 van Undercover in Nederland kwam een spermadonor aan bod die verzweeg het syndroom van Asperger te hebben;
- Verschillende artsen in Nederland gebruikten zonder dit de moeder te vertellen hun eigen sperma voor de bevruchting en verwekten zo tientallen kinderen:
  - Jan Karbaat (onder andere Medisch Centrum Bijdorp Barendrecht)[1]
  - Henk Nagel (Jeroen Bosch Ziekenhuis in Den Bosch)[1]
  - Jos Beek (Elisabeth-ziekenhuis in Leiderdorp)[1]
  - Jan Wildschut (Sophia Ziekenhuis in Zwolle)[1]

- Ook in het buitenland waren er artsen die zonder dit de moeder te vertellen hun eigen sperma voor de bevruchting gebruikten en zo tientallen kinderen verwekten:
  - Cecil Jacobson[2]
  - Norman Barwin[2]
- In het Rijnstate-ziekenhuis is in het verleden sperma van een niet-donor gebruikt als donorsperma. De niet-donor en zijn partner waren hiervan niet op de hoogte. Tevens vonden in dit ziekenhuis overschrijdingen van het aantal kinderen per donor plaats en gebruikte een gyneacoloog zijn eigen sperma als donorsperma.[3]